# John Hunter (roer)
John Andrew Hunter (født 8. november 1943 i Christchurch, New Zealand) er en newzealandsk tidligere roer og olympisk guldvinder.
Hunter vandt en guldmedalje ved OL 1972 i München, som del af den newzealandske otter, der desuden bestod af Tony Hurt, Dick Joyce, Wybo Veldman, Lindsay Wilson, Joe Earl, Trevor Coker, Gary Robertson og styrmand Simon Dickie. Newzealænderne sikrede sig guldmedaljen foran USA og Østtyskland, der fik henholdsvis sølv og bronze i en konkurrence, hvor der deltog i alt 15 lande. Han var også med i båden ved OL 1968 i Mexico City, hvor newzealænderne blev nr. 4.
Hunter vandt desuden en VM-bronzemedalje i otter ved VM 1970 i Canada.

## OL-medaljer
- 1972:  Guld i otter